# تزوجني (فلم 2021)
تزوجني (بالإنجليزية: Marry Me) فيلم كوميدي رومانسي أمريكي، من إخراج كات كويرو، ومن سيناريو لجون روجرز وتامي صغر وهاربر ديل. الفيلم يستند إلى رواية مصورة تحمل نفس الاسم للكاتب بوبي كروسبي. البطولة للنجوم جينيفر لوبيز، مالوما وأوين ويلسون، وسارة سيلفرمان. قررت شركة يونيفرسال إصدار الفيلم في 14 مايو 2021.

## طاقم التمثيل
- جينيفر لوبيز: في دور كاتالينا «كات» فالديز
- أوين ويلسون: في دور تشارلي جيلبرت
- سارة سيلفرمان: في دور باركر ديبس
- جون برادلي: في دور كولين كالواي
- مالوما: في دور باستيان
- كلوي كولمان: في دور لو جيلبرت
- ستيفن واليم: في دور جوناثان بيتس
- جيمي فالون: في دور جيمي فالون
- أوتكارش أمبودكار: في دور المدرب ماني

بالاشتراك مع:
- ميشيل بوتو وجميلة جميل.[5]

## ملخص أحداث الفيلم
الفنانة «كات فالديز» هي الأكثر جاذبية من المشاهير على وجه الأرض، تتألق مع نجم موسيقي جديد ساخن «باستيان». نظرًا لأن أغنيتهم الناجحة التي تتسلق قوائم الأغاني تحمل عنوان «تزوجني»، فإنهما على وشك الزواج أمام جمهور من معجبيهما في حفل يتم بثه عبر منصات متعددة. يحضر الحفل الموسيقي مدرس الرياضيات المطلق تشارلي جيلبرت وابنته لو وصديقه المقرب باركر ديبس. عندما تعلم كات، قبل ثوانٍ من الحفل، أن باستيان قد خدعها، ويخونها مع مساعدتها، تتحول حياتها إلى اليأس لأنها تتعرض للانهيار على المسرح، وتشكك في الحب والحقيقة والولاء. عندما يسقط عالمها الغامض، تدور عينيها وتبحث بين الحاضرين عن شخص غريب، مجرد وجه في الحشد. إذا كان من تعرفه يخذلك، فربما يكون من لا تعرفه هو الإجابة، وهكذا، في لحظة من الجنون الملهم، تختار كات الزواج من تشارلي. يبدأ هذا الحدث  كرد فعل اندفاعي يتطور إلى قصة حب غير متوقعة. لكن بينما تتآمر القوى على الفصل بينهما.

## الإنتاج
أعلن في أبريل 2019، عن انضمام جينيفر لوبيز وأوين ويلسون إلى طاقم الفيلم، ومع إخراج كات كويرو من سيناريو لجون روجرز وتامي ساغر وهاربر ديل، استنادًا إلى الرواية المصورة التي تحمل نفس العنوان لبوبي كروسبي، وفي يوليو 2019، انضمت سارة سيلفرمان وجون برادلي ومالوما إلى طاقم الفيلم، ثم انضمت ميشيل بوتو وجميلة جميل وكلوي كولمان إلى فريق عمل الفيلم في أكتوبر 2019.
بدأ التصوير الرئيسي في أكتوبر 2019، وانتهى الإنتاج في 22 نوفمبر 2019.
قررت شركة سوني إصدار ألبوم أغاني الفيلم للمغنية البطلة جينيفر لوبيز، بالإضافة للموسيقى التصويرية للفيلم، وفي فبراير 2020، أعلنت لوبيز رسميًا أنها ستصدر ألبومًا جديدًا إلى جانب البوم الفيلم، ويحتوي على «ستة أو ثمانية» أغانٍ تؤديها بنفسها و «أغنيتين أو ثلاث» تؤديها مالوما، بالإضافة إلى دويتو بين الاثنين.
أعلنت شركة يونيفرسال الموزعة عن نيتها لاصدار الفيلم في 12 فبراير 2021، ولكن تم تأجيله بسبب جائحة كوفيد 19، إلى 14 مايو 2021.

## روابط خارجية
- الموقع الرسمي
- تزوجني على موقع IMDb (الإنجليزية)
- تزوجني على موقع ميتاكريتيك (الإنجليزية)
- تزوجني على موقع روتن توميتوز (الإنجليزية)
- تزوجني على موقع نتفليكس (الإنجليزية)
- تزوجني على موقع ألو سيني (الفرنسية)
- تزوجني على موقع فيلمافينيتي (الإسبانية)
- تزوجني على موقع قاعدة بيانات الأفلام السويدية (السويدية)
- تزوجني على موقع قاعدة بيانات الفيلم (الإنجليزية)
- تزوجني على موقع ليتربوكسد (الإنجليزية)
- تزوجني على موقع كينوبويسك (الروسية)